# عادل نفزی
عادل نفزی (عربی: عادل النفزي؛ زادهٔ ۱۶ مارس ۱۹۷۴) یک بازیکن فوتبال اهل تونس است.
وی همچنین در تیم ملی فوتبال تونس بازی کرده‌است.